# Världsmästerskapet i schack 1987
Världsmästerskapet i schack 1987 var en titelmatch mellan den regerande världsmästaren Garri Kasparov och utmanaren Anatolij Karpov. Den spelades i Sevilla mellan den 12 oktober och 19 december 1987. Matchen spelades över 24 partier och slutade oavgjort, 12–12, vilket innebar att Kasparov behöll världsmästartiteln. Avslutningen av matchen var dramatisk, där Karpov tog ledningen i det näst sista partiet och Kasparov utjämnade i det allra sista.

## Kvalificering till titelmatchen
Kvalificeringen till titelmatchen var ovanligt komplicerad. Den skedde i flera steg, från zonturneringar till tre interzonturneringar till en kandidatturnering där de främsta gick vidare till kandidatmatcher. Slutligen spelade vinnaren i kandidatmatcherna en utmanarfinal mot förloraren i titelmatchen1986 (Karpov).

### Interzonturneringarna
Det spelades tre interzonturneringar under april till juli 1985. I varje turnering deltog 16 till 18 spelare och de fyra främsta från varje turnering kvalificerade sig för kandidatturneringen. 
Från den första turneringen, som spelades i Tunis, kvalificerade sig Artur Jusupov, Alexander Beljavskij, Lajos Portisch och Alexander Tjernin.
Från den andra turneringen, som spelades i Taxco de Alarcón, kvalificerade sig Jan Timman, Jesús Nogueiras, Michail Tal och Kevin Spraggett. Ulf Andersson slutade på nionde plats.
Från den tredje turneringen, som spelades i Biel, kvalificerade sig Rafael Vaganjan, Yasser Seirawan, Andrej Sokolov och Nigel Short.
Utöver dessa tolv (varav hälften var från Sovjetunionen) så var tre spelare direktkvalificerade till kandidatturneringen. Det var de främsta från den föregående kandidatturneringen 1983–1984: Vasilij Smyslov, Viktor Kortjnoj och Zoltán Ribli. Dessutom fick Boris Spasskij ett wild card av arrangörerna.

### Kandidattuneringen
Kandidatturneringen med 16 spelare ägde rum i Montpellier i oktober och november 1985. På de fyra första platserna kom Artur Jusupov, Rafael Vaganjan, Andrej Sokolov och Jan Timman Det innebar ett generationsskifte där exvärldsmästarna Michail Tal, Boris Spasskij och Vasilij Smyslov, liksom spelare som Viktor Kortjnoj, alla blev utslagna.
De fyra första avancerade till utslagsmatcher som spelades under 1986.
|  | Kvartsfinaler   | Kvartsfinaler |    |                | Semifinal | Semifinal |  |  |  |  |
|  |                 |               |    |                |           |           |  |  |  |  |
|  | Rafael Vaganjan | 2             |    |                |           |           |  |  |  |  |
|  | Andrej Sokolov  | 6             |    |                |           |           |  |  |  |  |
|  | Andrej Sokolov  | 6             |    | Andrej Sokolov | 7½        |           |  |  |  |  |
|  |                 |               |    | Andrej Sokolov | 7½        |           |  |  |  |  |
|  |                 | Artur Jusupov | 6½ |                |           |           |  |  |  |  |
|  | Artur Jusupov   | Artur Jusupov | 6½ | 6              |           |           |  |  |  |  |
|  | Artur Jusupov   |               |    | 6              |           |           |  |  |  |  |
|  | Jan Timman      | 3             |    |                |           |           |  |  |  |  |

Slutligen fick segraren Sokolov möta Anatolij Karpov som hade förlorat titelmatchen 1986. Detta ovanliga upplägg berodde på de komplikationer som omgärdat matcherna 1984–1986 mellan Kasparov och Karpov.
Utmanarfinalen mellan Sokolov och Karpov spelades i Linares i februari och mars 1987. Den vanns klart av Karpov med 7½–3½ som därmed kvalificerade sig för en fjärde match mot Kasparov.

## Regler
Titelmatchen spelades över 24 partier. Partierna spelades måndagar, onsdagar och fredagar. Övriga dagar färdigspelades avbrutna partier. Varje spelare hade rätt till tre timeouts, det vill säga skjuta upp ett parti.

## Resultat
| Namn            | Rating | Parti | Parti | Parti | Parti | Parti | Parti | Parti | Parti | Parti | Parti | Parti | Parti | Parti | Parti | Parti | Parti | Parti | Parti | Parti | Parti | Parti | Parti | Parti | Parti | Poäng |
| Namn            | Rating | 1     | 2     | 3     | 4     | 5     | 6     | 7     | 8     | 9     | 10    | 11    | 12    | 13    | 14    | 15    | 16    | 17    | 18    | 19    | 20    | 21    | 22    | 23    | 24    | Poäng |
| --------------- | ------ | ----- | ----- | ----- | ----- | ----- | ----- | ----- | ----- | ----- | ----- | ----- | ----- | ----- | ----- | ----- | ----- | ----- | ----- | ----- | ----- | ----- | ----- | ----- | ----- | ----- |
| Garri Kasparov  | 2740   | ½     | 0     | ½     | 1     | 0     | ½     | ½     | 1     | ½     | ½     | 1     | ½     | ½     | ½     | ½     | 0     | ½     | ½     | ½     | ½     | ½     | ½     | 0     | 1     | 12    |
| Anatolij Karpov | 2700   | ½     | 1     | ½     | 0     | 1     | ½     | ½     | 0     | ½     | ½     | 0     | ½     | ½     | ½     | ½     | 1     | ½     | ½     | ½     | ½     | ½     | ½     | 1     | 0     | 12    |